# BurgerServiceCode
De BurgerServiceCode is een Nederlandse gedragscode, een initiatief van de staatssecretaris van Binnenlandse Zaken en Koninkrijksrelaties. Hij komt uit een driejarig stimuleringsprogramma (2008-2010) om de publieke dienstverlening te verbeteren met inschakeling van burgers. De code bevat tien kwaliteitseisen voor de relatie tussen burger en Nederlandse overheid in de moderne (digitale) samenleving. Het zijn eisen met betrekking tot de:
1. keuzevrijheid contactkanaal
2. vindbare overheidsproducten
3. begrijpelijke voorzieningen
4. persoonlijke informatieservice
5. gemakkelijke dienstverlening
6. transparante werkwijzen
7. digitale betrouwbaarheid
8. ontvankelijk bestuur
9. verantwoordelijk beheer
10. actieve betrokkenheid

De code is gebaseerd op het Handvest digitale contacten en het onderzoek De Burger aan bod, beide uit 2004. Begin 2005 is een eerste versie verschenen. Op basis van de ontvangen reacties zijn volgende versies gemaakt. De code formuleert een toekomstbeeld voor de gehele overheid. Dat is geen dwingend keurslijf, want overheden mogen zelf bepalen welke normen zij (nu al) naleven en welke (nog) niet.